# دیفی
دیفی (انگلیسی: Defy) شرکت لوازم خانگی در آفریقای جنوبی است، که در سال ۱۹۰۵ تأسیس شد.